# Liu Jianjun
Liu Jianjun (5 de janeiro de 1969) é um ex-jogador de badminton chines, medalhista olímpico, especialista em duplas.

## Carreira
Liu Jianjun representou seu país nos Jogos Olímpicos de Verão de 1996, conquistando a medalha de bronze, nas duplas mistas em 1996 com Sun Man.